# Кавалетно изкуство
Кавалетно изкуство (на английски: easel painting, от италиански: cavalletto – триножник, статив) е изкуство, което не е свързано по функционален или органически начин с околната архитектурна среда, а се изразява в преносими творби със самостоятелно декоративно предназначение. Най-ярък представител е кавалетната живопис, при която картините се рисуват на платна, опънати върху рамки, поставени на стативи и преносими за разлика от други художествени творби като стенописи, фрески, стъклописи.

## История
Кавалетното изкуство се развива през XV и XVI век по времето на Ренесанса, във връзка с процесите на самоопределяне на различните видове изобразително изкуство, постепенното отделяне на живописта и скулптурата от архитектурното пространство и завоюването на самостоятелност на художниците, обединени през Средновековието в подобни на гилдии обединения. Друг фактор е изменение на условията на поръчване – поръчват не само църкви и манастири, но и частни лица от новите социални прослойки. Това обуславя промяната и в характера на произведенията: усилва се светското и хедонистично начало, разширява се обхватът на теми и сюжети.

## В България
В България кавалетното изкуство се развива през Възраждането – XIX век. Предпоставки за разцвета му са както тенденцията към превръщането на произведенията на изкуството в стоки за индивидуално потребление, така и развитието на отделните жанрове и техники на рисуване. Кавалетното изкуство е свързано с практиката на пленеризма, при който художникът рисува под открито небе сред природата.

### Религиозни произведения върху каменна основа
В хабилитационен труд на Здравко Каменаров се разглеждат няколко кавалетни религиозни произведения върху каменна основа, разположени в църквата „Успение Богородично“, София: „Св. Пророк Данаил“, „Св. Арх. Михаил побеждава сарацините“ и „Страстотърпления“. Те представляват икони, изпълнени с темперна живопис върху цветен камък – оникс или мраморен оникс, който е по-добър от платното и хартията като основа, защото е с висок якостен показател и не бива нападан от микроорганизми. Използвана е яйчено-смолна емулсия, което от една страна довежда до намаляване на покривността и насищането на боите, но от друга страна смолните добавки увеличават адхезията и устойчивостта срещу микроорганизми. Иконите са лакирани с маслен копалов лак, който е избран поради бавното съхнене (полимеризиране), гарантиращо дълбоко проникване в структурата на живописта и основата и от естетически съображения – цветният копалов лак в случая се използва като последна обобщаваща велатура.